# Wszystkie stworzenia duże i małe (album)
Wszystkie stworzenia duże i małe – pierwszy album Andrzeja Zauchy nagrany z udziałem muzyków zespołu Grupa Doctora Q wydany w 1983 przez Polskie Nagrania „Muza”.

## Lista utworów

### strona A
1. „Spocznij Kapturku – zaraz cię zjem, czyli marzenia głodnego wilka” (muz. T. Klimonda, sł. W. Jagielski)
2. „Świat przyrody ma swe prawa” (muz. T. Klimonda, sł. W. Jagielski)
3. „Żywej mowy dźwięk” (muz. T. Klimonda, sł. W. Jagielski)
4. „Miauczy, kwiczy” (muz. T. Klimonda, sł. W. Jagielski)
5. „Who Is Who, czyli kto jest kto” (muz. T. Klimonda, sł. W. Jagielski)

### strona B
1. „Z naturą trzeba się zżyć” (muz. T. Klimonda, sł. W. Jagielski)
2. „Wszystkie stworzenia duże i małe” (muz. T. Klimonda, sł. W. Jagielski)
3. „Tak się czuję” (muz. T. Klimonda, sł. W. Jagielski)
4. „Izba przyjęć Doktora Q” (muz. T. Klimonda, sł. W. Jagielski)
5. „Za to mi płacą” (muz. T. Klimonda, sł. W. Jagielski)

## Skład
- Andrzej Zaucha – śpiew

Grupa Doctora Q:
- Winicjusz Chróst – gitara
- Marek Stefankiewicz – instrumenty klawiszowe
- Arkadiusz Żak – gitara basowa
- Adam Lewandowski – perkusja

gościnnie:
- Wojciech Karolak – fender piano, minimoog, clavinet (B4)
- Henryk Miśkiewicz – saksofon altowy (A1-A3)
- Józef Skrzek – polymoog, minimoog, clavinet (A1,A5,B5),
- Ewa Bem – śpiew (B2)